# アントニーン・ベチュヴァーシュ
アントニーン・ベチュヴァーシュ（Antonín Bečvář、チェコ語の発音[ˈantoɲiːn ˈbɛtʃvaːr̝̊]; 1901年6月10日 - 1965年1月10日）またはアントニン・ベクバルは、主にスロバキアで活躍した、チェコ人の天文学者、気象学者。20世紀中頃に彗星探索で重宝された星図 Atlas Coeli Skalnaté Pleso 、通称「ベクバル星図（スカルナテ・プレソ星図）」で知られる。

## 生涯
アントニーン・ベチュヴァーシュは、1910年6月10日にオーストリア＝ハンガリー帝国の Stará Boleslav（現在のチェコ共和国中央ボヘミア州Brandýs nad Labem-Stará Boleslav）に生まれた。彼は、カレル大学理学部で学び、1934年に気象学の学位論文で学業を終え、自然科学の博士号を取得した。ベチュヴァーシュは、子供の頃から健康に問題があり、研究者としての業績は彼の健康状態が安定していた30年余りの期間に集中している。
1937年からスロバキアのハイタトラス地方のシトゥルブスケー・プレソで気候学者として働いた。1938年のミュンヘン会談の後、スロバキアにあったチェコスロバキア天体物理学観測所が閉鎖されると、彼はそこにあった600mm反射望遠鏡のスカルナテ・プレソへの移設をチェコスロバキア政府に訴えて実現させ、1941年から1943年にかけて新たな天文台建設を指揮し、そこの初代所長を1943年から1950年まで務めた。スカルナテ・プレソの天文台は戦後のチェコスロバキアで唯一の高山の天文台となり、またヨーロッパでも標高の高い天文台の一つとなった。彼はそこで太陽と惑星間物質に関する観測の伝統を築いた。彼は、1940年にブラチスラバにスロバキア大学自然科学部（PFSU、現・コメニウス大学自然科学部）が設立された当初からそこで天文学を教え、1944年にPFSUに天文学協会（現在のスロバキア科学アカデミー天文学協会）が設立されると初代会長となった。
1951年にスカルナテ・プレソ天文台から退くと、Brandýs nad Labemに戻り、観測所を修復し、また星図の製作に取り掛かった。タトラスに滞在中、彼は写真術を学び、雲の研究を始めた。彼の勤勉で系統的な研究成果は、1953年に刊行された Atlas of Mountain Clouds に結実された。彼の関心の赴く先は多岐に亘り、気候学に身を捧げ、写真を愛好し、バイオリンやピアノを嗜み、また熱心な旅行者で山岳の愛好者でもあった。1948年にはハイタトラスのカラフルな出版物を刊行している。
1965年1月10日に Brandýs nad Labem で死去。チェコ出身で当時最も高名な天文学者であったズデネク・コパルは、ネイチャー誌に「ベチュヴァーシュの死によって、チェコスロバキアの天文学者は最も著名な仲間の一人を、そして星図製作の第一人者を失った」と始まる追悼記事を寄稿した。

## 業績
ベチュヴァーシュは、太陽の彩層や彗星、隕石に関する系統的な研究を遺しており、1942年と1947年には彗星を発見、1945年にはこぐま座流星群の詳細な観測を指揮している。彼はまた流星天文学や水文学に多くの著作を遺している。

### 星図
彼の最も目覚ましい研究成果は、独自のコンセプトに基づいた、Atlas Coeli Skalnaté Pleso（星図、1948年）（星表付き、1951年）、Atlas Eclipticalis（1958年）、Atlas Borealis（1962年）、Atlas Australis（1964年）の4つの星図である。これらは20世紀中頃では最も現代的であり、遠く海外の天文家の間でも長く重宝された。

### 恒星の名称
一方で、1951年のAtlas Coeli Skalnaté Pleso に記載された恒星の名称の一部には疑念が持たれている。パウル・クーニッチは、Atlas Coeli Skalnaté Pleso の固有名のうち14が初出であり、そのうち12は、ギリシャ語、アラビア語、ラテン語のいずれの言語との関連性も見られない、としている。クーニッチは15年にわたってこの呼び名の由来を探り続けたが、過去の如何なる言語との繋がりも見つけることができず、1965年にベチュヴァーシュが他界したため、真相は藪の中である。1996年に刊行されたプラハプラネタリウムのブックレットでは、これらの名称は如何なるギリシア、ラテン、アラビアの文献にも拠らない全く恣意的な命名であった、とされている。
このような経緯がありながらも、国際天文学連合の恒星の命名に関するワーキンググループ (Working Group on Star Names, WGSN) は、14のうち7つ（12のうち6つ）の恒星に対してベチュヴァーシュが独自に名付けた名称を恒星の固有名として正式に認定している
| 固有名   | 星座         | バイエル 符号 | 連星 符号 | HR番号  | 等級 | IAU承認年月日 (承認された他の名) | 注             |
| -------- | ------------ | ------------- | --------- | ------- | ---- | -------------------------------- | -------------- |
| Achird   | カシオペヤ座 | η星           | A         | HR 219  | 3.46 | 2017年09月05日                   |                |
| Arich    | おとめ座     | γ星           | A         | HR 4825 | 3.44 | (Porrima)                        |                |
| Haris    | うしかい座   | γ星           | Aa        | HR 5435 | 3.04 | (Seginus)                        | 語源の推定あり |
| Hassaleh | ぎょしゃ座   | ι星           |           | HR 1577 | 2.69 | 2017年06月30日                   |                |
| Hatysa   | オリオン座   | ι星           | Aa        | HR 1899 | 2.80 | 2017年09月05日                   |                |
| Heze     | おとめ座     | ζ星           | A         | HR 5107 | 3.38 | 2018年06月01日                   |                |
| Kaffa    | おおぐま座   | δ星           |           | HR 4660 | 3.32 | (Megrez)                         |                |
| Kraz     | からす座     | β星           |           | HR 4786 | 2.65 | 2018年06月01日                   |                |
| Ksora    | カシオペヤ座 | δ星           | Aa        | HR 403  | 2.66 | (Ruchbah)                        |                |
| Kuma     | りゅう座     | ν星           | ν1星      | HR 6554 | 4.89 |                                  | [ 注 2 ]       |
| Reda     | わし座       | γ星           |           | HR 7525 | 2.72 | (Tarazed)                        |                |
| Sarin    | ヘルクレス座 | δ星           | Aa        | HR 6410 | 3.12 | 2016年09月12日                   |                |
| Segin    | カシオペヤ座 | ε星           |           | HR 542  | 3.35 | 2017年09月05日                   | 語源の推定あり |
| Tyl      | りゅう座     | ε星           | A         | HR 7582 | 3.91 |                                  | [ 注 2 ]       |

14のうち2つに関しては語源が推定されている。うしかい座γ星 Haris（IAUは歴史的なSeginusを承認）はうしかい座かアークトゥルスのアラブ名 ħāris al-shamāl（北の守護者）から、カシオペヤ座ε星 Segin（IAU承認）はそのうしかい座γ星 Seginus からの可能性がある。

## 顕彰
月の裏側にあるクレーター Bečvář は、1970年に彼の業績を記念して命名されたものである。また、1982年にクレチ天文台で発見された小惑星番号4567の小惑星Becvarは彼を記念したものである。